# 比吉曼待
比吉曼待是缅甸德林达依省高當縣博賓镇区下辖的一个镇，曾被列入缅甸限制外国游客进入地区名录。